# Národní historická památka Fort Vancouver
Fort Vancouver je americká národní historická památka ve státech Washington a Oregon. Památka se skládá ze dvou částí, ve Washingtonu to je pevnost Fort Vancouver a v Oregonu to je bývalá rezidence Johna McLoughlina. V roce 1940 byly obě části rozděleně jmenovány národními památníky. Fort Vancouver se stala národní historickou památkou v roce 1961 a rezidence Johna McLoughlin k ní byla přidána v roce 2003.

## Fort Vancouver
Hlavní části národní historické památky je pevnost Fort Vancouver, která se nachází ve Vancouveru, ve státě Washington. Původně se jednalo o důležité obchodní středisko s kožešinou postavené v roce 1824 britskou Hudson Bay Company, pod vedením vedoucího komisionáře Johna McLaughlina. Později se stala centrem západního pobřeží a ovlivňovala území mezi Skalnatými horami na východě, Aljaškou na severu, Havají na západě a Mexikem na jihu. V roce 1843 přemístila Hudson Bay Company své středisko do pevnosti Fort Victoria v dnešní Victorii kvůli zvýšení osazení území Američany. V roce 1846 vstoupila do platnosti Oregonská smlouva a pevnost se tak stala částí teritorie Oregon a Spojených států. Dohoda povolovala společnosti Hudson Bay Company dále provozovat středisko, v roce 1860 ho ale nadobro opustila.
V roce 1849 vystavěla americká armáda vedle střediska kasárny a po opuštění střediska společností Hudsonova zálivu ho převzala. Požár zničil středisko v roce 1866, armáda ale využívá zdejší území v různých formách dodnes.
V roce 1948 byla pevnost odtržena od kasáren a stala se národní památkou. V roce 1966 Kongres rozšířil chráněnou oblast a vyznačil ji národní historickou památkou. Po několik let po zařazení památky do systému amerických chráněných území Správa národních parků váhala s rekonstrukcí zdejších staveb, aby je zachovala pro archeologický výzkum. V roce 1965 ale po nátlaku místních obyvatel Kongres zvolil k rekonstrukci. Všechny nynější struktury jsou moderní repliky, které jsou ale položené přesně na místech, kde se nacházely původní stavby.